# Oudedorp
Oudedorp of Oudsdorp (Zeeuws: 't Ouwedurp) is een buurtschap in de gemeente Middelburg, in de Nederlandse provincie Zeeland. De buurtschap is gelegen aan de Sint-Jooslandstraat.

## Naamsgeschiedenis
De buurtschap ligt in de Oud-Sint-Jooslandpolder en werd 1631 gesticht onder de naam "Sint Joosland". Na de oprichting van het dorp Nieuwland in de Middelburgse Polder, werd Sint Joosland steeds vaker Oudedorp genoemd. In 1816 werden de ambachten Sint Joosland en Nieuwland samengevoegd. Zo ontstond de gemeentenaam Nieuw- en Sint Joosland. Deze naam werd later de officiële naam van het hoofddorp Nieuwland. Hierna kreeg de buurtschap officieel de naam Oudedorp.
Oudedorp heeft nooit echt kunnen groeien. Al in de zeventiende eeuw werd de kerk van de gezamenlijke polders in Nieuwland geplaatst, waar bovendien het haventje voor de verschillende polders werd aangelegd.

## Voorstraatdorp

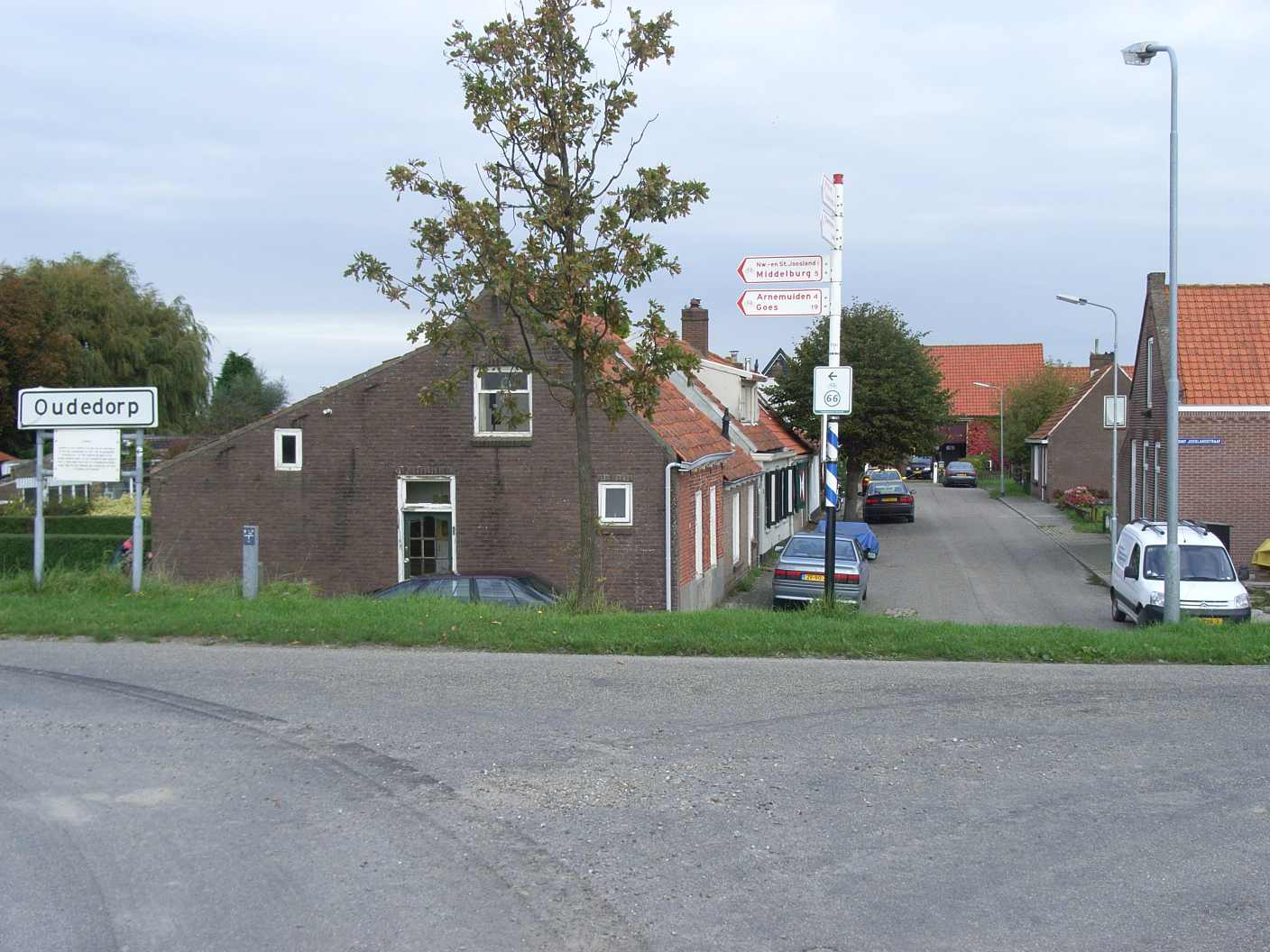
Oudedorp

Oudedorp is een voorbeeld van een voorstraatdorp, een dorpsvorm die vooral voorkomt in de inpolderingen in Zuidwest-Nederland. Typerend is in dit geval de haakse ligging van de Sint-Jooslandstraat op de Boomdijk/Binnendijk. Het gebied ten westen van de dijk was oorspronkelijk een zijarm van de Westerschelde naar het havenkanaal van Middelburg.